# صنایع گراسیم
صنایع گراسیم (به انگلیسی: Grasim Industries) شرکت مصالح ساختمانی هندی است، که در زمینه تولید و عرضه انواع محصولات شیمیایی، الیاف، سیمان و پارچه فعالیت می‌کند. این شرکت از زیرمجموعه‌های گروه آدیتیا بیرلا می‌باشد.
شرکت صنایع گراسیم در سال ۱۹۴۸ به‌عنوان کارخانه تولید پارچه شروع به‌کار کرد و امروزه دارای ۴۰ شرکت تابعه در ۱۲ کشور جهان می‌باشد. دفتر مرکزی این شرکت در شهر بمبئی، هند قرار دارد و بخشی از سهام آن در بازارهای بورس اوراق بهادار بمبئی و بورس اوراق بهادار ملی هند معامله می‌شود.